# Christian Wewerka
Christian Wewerka (* 30. Juni 1961 in Berlin) ist ein deutscher Schauspieler und Sprecher. Er spielte unter anderem in den Filmen Reise ohne Wiederkehr, Ein bisschen April, Sadisticum, Able und der Serie Verschollen mit und ist Gamern als Sprecher des „Namenlosen Helden“ der PC-Rollenspielserie Gothic ein Begriff.

## Leben
Christian Wewerka begann seine Laufbahn als Schauspieler Anfang der achtziger Jahre an Berliner OFF-Theatern und ließ sich während dieser Zeit von namhaften nationalen und internationalen Lehrern (unter anderen Geraldine Baron, Keith Johnstone) weiter zum Schauspieler ausbilden.
1989 stand Wewerka das erste Mal, für den Kinospielfilm Die Reise ohne Wiederkehr von Alexandra von Grote, vor der Kamera. Von 1990 bis 2003 war er an verschiedenen deutschen Bühnen (Theater der Stadt Aalen, Stadttheater Würzburg, Theater am Kurfürstendamm Berlin, Gandersheimer Domfestspiele usw.) unter Vertrag und spielte in dieser Zeit in mehr als 70 Theaterproduktionen (unter anderem Hamlet, Ein Sommernachtstraum, Im Dickicht der Städte, Minna von Barnhelm, Krach in Ciozza usw.) unter der Regie von Regisseuren wie Walter Schmidinger, Wolfgang Hofmann, Oliver Vorwerk, Johannes Klaus, Dietrich Hollinderbäumer usw. 2001 drehte er den Film A little bit of April, Regie Asli Özge, der 2003 bei den Filmfestspielen in Istanbul Premiere hatte.
Er spielte von 2003 bis 2004 eine Hauptrolle in der RTL-Fernsehserie Verschollen (29 Folgen, ausgestrahlt 2004/2005). Seitdem folgten zahlreiche Film- und Fernsehproduktionen. Außerdem trat Christian Wewerka auch als Sprecher für Rundfunk (BR2), Synchron (Mike Hammer, Vale Tudo usw.), Werbung (Focus Radiowerbung) und Videospiele unter anderem als Stimme des „Namenlosen Helden“ in den ersten drei Teilen der PC-Rollenspielserie Gothic in Erscheinung. 2019 wirkte er in Rosa von Praunheims Spielfilm Darkroom – Tödliche Tropfen mit.

## Filmografie (Auswahl)
- 1989: Die Reise ohne Wiederkehr, Regie: Alexandra von Grote
- 2001: Ein bisschen April, Regie: Aslı Özge
- 2002: Schloß Einstein
- 2004–2005: Verschollen (Fernsehserie, 29 Folgen)
- 2006: Squalid, Regie: Andreas Tröger
- 2006: Der letzte seiner Art, Regie: Paul Zischler
- 2006: Anabell, Regie: Jan Haering
- 2008: Das Morphus-Geheimnis, Regie: Karola Hattop
- 2008: Lasko – Die Faust Gottes, Regie: Axel Sand
- 2010: Ein mörderisches Geschäft, Regie: Martin Eigler
- 2011: SOKO Wismar, Regie: Hans-Christoph Blumenberg
- 2011: Russendisko, Regie: Oliver Ziegenbalg
- 2012: CORD, Regie: Pablo González
- 2012: Ein starkes Team: Eine Tote zuviel
- 2012: Rosa Roth – Der Schuss, Regie: Hannu Salonen
- 2014: Alles was zählt
- 2015: Meier Müller Schmidt, Regie: Sebastian Peterson
- 2016: Schuld II – nach Ferdinand von Schirach, Regie: Hannu Salonen
- 2016: Großstadtrevier, Regie: Jan Ruzicka
- 2016: Die Pfefferkörner, Regie: Franziska Hörisch
- 2017: Nord bei Nordwest – Estonia, Regie: Dagmar Seume
- 2017: Bruder – Schwarze Macht, Regie: Randa Chahoud
- 2018: Polizeiruf 110: Crash, Regie: Torsten C. Fischer
- 2018: Teuflische Tropfen, Regie: Posa von Praunheim
- 2018: Die Drei von der Müllabfuhr – Baby an Bord, Regie: Bettina Schoeller-Bouju
- 2019: Totgeschwiegen, Regie: Franziska Schlotterer
- 2019: SOKO Potsdam – Mord im Dreiviertel Takt, Regie: Lea Becker
- 2019: Darkroom – Tödliche Tropfen, Regie: Rosa von Praunheim
- 2020: Inga Lindström – Liebe verjährt nicht, Regie: Oliver Dieckmann
- 2022: The Vagabonds, Regie: Doroteya Droumeva